# Лесосибирский канифольно-экстракционный завод
АО «Лесосибирский канифольно-экстракционный завод» (Лесосибирский КЭЗ) — деревообрабатывающее предприятие лесохимической промышленности, находится в южном промышленном узле города Лесосибирска. На протяжении более 30 лет завод являлся одним из ведущих предприятий в городе.

## История

### Строительство
История предприятия началась в 1963 году, когда было разработано проектное задание на строительство Маклаковского канифольно-экстракционного завода в составе Енисейского лесопромышленного комплекса. Уже 6 октября 1966 года Приказом министра лесной и целлюлозно-бумажной промышленности была организована дирекция строящегося завода. На должность первого директора был назначен Иван Павлович Ефименко.
Строительство завода продолжалось вплоть с 1966 по 1972 годы. Основным разработчиком всех технологических установок был Центральный научно-исследовательский институт лесохимической промышленности города Горького. Первыми объектами строительства были вспомогательный корпус, где размещались заводоуправление, медпункт, столовая, ремонтно-механические мастерские, пожарное депо, электроцех и цех контрольно-измерительных приборов и автоматики. Вместе со строительством промышленных объектов шло строительство жилья для работников. В 1971 году был принят в эксплуатацию 12-квартирный деревянный дом. Но этого было недостаточно, и в декабре 1972 года был построен первый 70-квартирный дом. Для обеспечения теплом принята на баланс завода котельная от Абалаковской ЛПБ. 11 февраля 1972 года произведен запуск котельной с дальнейшей остановкой на летний период и пуском 13 октября для отопления производственных помещений. 25 декабря 1972 года принята в эксплуатацию линия электропередачи от Назаровской ГРЭС и поставлена под напряжение головная подстанция, а 28 декабря подана электроэнергия на объекты завода.

### Деятельность предприятия
29 декабря 1972 года завод произвел выработку первой канифоли, но работа завода была приостановлена на полгода по технологическим причинам. Но в феврале 1973 года Маклаковский канифольно-экстракционный завод снова начал работать и освоил технологию производства экстракционной канифоли. С этого года директором завода стал Барсук Родион Михайлович. С 1974 по 1986 годы строились объекты второй очереди по расширению завода: ремонтно-механический цех, автогараж, прирельсовый склад, система оборотного водоснабжения, биржа сырья с подъездными путями, столовая, здание заводоуправления. К 1985 году были введены в эксплуатацию КЭЦ-2, цех по производству активированных углей, цех подготовки сырья, причал для приема осмола, очистные сооружения.
Материальной поддержкой предприятия строились объекты инфраструктуры социального обеспечения. В эти годы были построены столовая, две теплицы, овощехранилище, магазин, жилые дома на 700 квартир, школа № 9 в 5 микрорайоне, терапевтический корпус ЦГБ, реконструирована котельная в южной части города.
В состав предприятия входила железнодорожная станция «Заводская» (длина 36 км), которая обслуживала не только завод, но и весь южный промышленный узел. Также был построен цех по производству комбикормов в поселке Колесниково для птицефабрики и освоено 20 гектаров земли для выращивания кормов птицефабрикой. Силами завода проводилась высадка насаждений в городе, вывоз мусора, обслуживание жилья, имелось своё жилищно-коммунальное хозяйство.
С образованием города Лесосибирска в 1975 году, предприятие носит название «Лесосибирский канифольно-экстракционный завод».
Постановлением администрации города Лесосибирска № 637 от 20.08.1993 года завод был переименован в ОАО «Лесосибирский КЭЗ». В этом же году работа завода была приостановлена из-за сокращения рынка потребления канифольной продукции. С мая по ноябрь 1994 года была разработана поэтапная программа освоения выпуска новых видов продукции, на основании которой была произведена реконструкция и частичная модернизация оборудования и технологических установок. С этого периода было положено начало производству новых видов лесохимической продукции из сырья талловых продуктов Усть-Илимского и Братского целлюлозно-бумажных комбинатов.

### Закрытие
В 1990-х годах начался спад производства. В 1994 году предприятие было приватизировано, после чего получила статус акционерного общества. Но несмотря на тяжёлые времена в условиях новых рыночных отношений производительность продукции увеличивалась. С 1995 года предприятие ориентировалось на продукцию, имеющую спрос на рынке.
Решением Арбитражного суда Красноярского края от 14 мая 2009 года (дело № А-33-15023/2008) предприятие было признано банкротом с выведением из реестра государственных предприятий. После этого завод вошел в структуру биохимического холдинга «Оргхим».

## Современное состояние
С 2009 года в производственных цехах канифольно-экстракционного завода действует ЗАО «Сибирский лесохимический завод» — одно из наиболее крупных лесохимических предприятий Сибири и Дальнего Востока, входящее в состав биохимического холдинга «Оргхим». Руководство провело модернизацию, закупило новое оборудование, что позволило автоматизировать работу и значительно увеличить объемы получаемой продукции. Планируется увеличить объём канифольной продукции с 3,5 тыс. тонн в год до 5 тыс..

## Продукция
На заводе выпускалась экстракционная канифоль, скипидар, флотационное сосновое масло, осветленная модифицированная канифоль, дистиллированная диспропорционированная канифоль, смолы СЖКТ (смесь жирных кислот и канифоли талловой), лакокрасочная продукция (олифа, лак, краски), клей-паста. На заводе была освоена технология перевозки канифольной продукции в жидком виде в специальных термоцистернах. Ассортимент выпускаемой канифольной продукции представлен эфирами канифоли (глицериновый и пентаэритритовый), канифольные смолы для шинной продукции, эмульгаторы на основе канифоли.
Потребителями продукции являются следующие отрасли промышленности: горнодобывающая, шинная, резинотехническая, лакокрасочная и другие. Продукцию Лесосибирского канифольно-экстракционного завода отправляли в Казань, Уфу, Сахалинскую и Ленинградскую область, а также на Украину, в Беларусь, Литву, Узбекистан, Таджикистан, Армению, Болгарию, Монголию, Конго и др. Постоянными клиентами Лесосибирского КЭЗа являлись такие известные предприятия как Белоруськалий, Татнефть, Континенталь, Пирелли и др.